# Đoàn Thị Kim Chi
Đoàn Thị Kim Chi (sinh ngày 29 tháng 4 năm 1979) là một huấn luyện viên và cựu cầu thủ bóng đá Việt Nam từng thi đấu cho câu lạc bộ Thành phố Hồ Chí Minh và đội tuyển bóng đá nữ Việt Nam ở vị trí tiền vệ và tiền đạo. Hiện cô đang làm huấn luyện viên trưởng câu lạc bộ bóng đá nữ Thành phố Hồ Chí Minh I và là trợ lý cho huấn luyện viên Mai Đức Chung tại đội tuyển bóng đá nữ quốc gia Việt Nam.
Gắn bó với bóng đá từ năm 1997, Kim Chi đã có hơn 13 năm là cầu thủ và 10 năm gắn bó cùng Đội tuyển quốc gia, với năm lần tham dự SEA Games, trong đó có bốn lần cùng đồng đội đoạt chức vô địch. Kim Chi cũng từng giữ kỷ lục đoạt danh hiệu Quả bóng vàng Việt Nam nhiều nhất với bốn lần trước khi bị Huỳnh Như phá vỡ kỷ lục đó vào năm 2022.

## Tuổi thơ
Kim Chi sinh tại huyện Châu Thành, tỉnh Bến Tre, là con thứ trong gia đình có 10 anh chị em. Tuổi thơ của cô gắn liền với những trò chơi của con trai như bắn bi, rượt bắt và bóng đá. Khi chỉ mới chín tuổi, cô đã cùng cha xem truyền hình không sót trận nào của Euro 1988.
Từ năm 1993-1997, Kim Chi là vận động viên điền kinh (nội dung nhảy xa) của tỉnh Bến Tre, từng đạt kiện tướng quốc gia và là sinh viên bộ môn điền kinh ở Trường đại học thể dục thể thao trung ương 2 (nay là Đại học thể dục thể thao thành phố Hồ Chí Minh).

## Sự nghiệp câu lạc bộ

### Những ngày đầu
Cuối năm 1997, Kim Chi và hai người bạn học cùng nhau đến sân Tao Đàn thử đá bóng theo lời mời của ban huấn luyện đội bóng đá nữ quận 1 (Thành phố Hồ Chí Minh). Ngay sau đó HLV Trần Anh Tuấn đã mời luôn Kim Chi thử sức ở đội tuyển bóng đá nữ thành phố Hồ Chí Minh. Nhớ lại buổi đầu làm quen trái bóng, Kim Chi tâm sự: "Lúc đó, tôi chưa biết gì về kỹ thuật và chiến thuật, thậm chí giao bóng còn không đúng luật". Do mải mê với bóng đá nên năm 2003, cô mới tốt nghiệp đại học, chậm 2 năm so với bạn học cùng khóa.

## Sự nghiệp quốc tế

### SEA Games 21
Khoảng 2 tháng trước kì SEA Games 21 năm 2001 tổ chức tại Malaysia, Kim Chi đã bị dính chấn thương rách cơ khá nặng, tuy vậy cô vẫn cố gắng luyện tập và hồi phục kịp thời. Với 1 bàn thắng trong loạt đá luân lưu trận chung kết Việt Nam thắng Myanmar, cô đã góp công rất lớn vào chức vô địch SEA Games đầu tiên của bóng đá nữ Việt Nam.

### SEA Games 25
Bảy tháng trước ngày xuất quân đến Lào dự SEA Games 25 - năm 2009, Kim Chi là cầu thủ cao tuổi nhất (30 tuổi) được ban huấn luyện gọi trở lại đội tuyển do lực lượng bị khủng hoảng. Tuy đã từ giã sự nghiệp cầu thủ và tập trung vào công việc HLV tuyển trẻ của câu lạc bộ quận 1 từ năm 2008, nhưng Kim Chi vẫn chấp nhận trọng trách mới ở ĐTQG là đảm đương vị trí tiền đạo trong lúc hai cầu thủ trẻ Lê Thị Oanh và Nguyễn Thị Minh Nguyệt chưa lấp hết khoảng trống do chấn thương của Ngọc Châm để lại.
Ngay trong trân mở màn gặp Malaysia tại vòng bảng, đội tuyển Việt Nam đã giành chiến thắng với tỉ số cách biệt 8-0 trong đó Kim Chi đã lập một cú đúp bàn thắng.
Trong trận đấu tiếp theo gặp Myanmar, Kim Chi đã gây xúc động mạnh cho khán giả có mặt trên sân Đại học Quốc gia bởi tinh thần thi đấu quả cảm của mình.Trong một pha tranh bóng đánh đầu ở phút 39, Kim Chi bị mất đà và ngã đập đầu vào miếng bê tông thoát nước ở đường piste, chảy máu. Mặc dù lãnh đạo đội yêu cầu thay người, xe cứu thương đã sẵn sàng đưa cô đi bệnh viện cấp cứu nhưng cô đã từ chối và đề nghị "để em thi đấu tiếp". Kim Chi băng đầu kín mít giơ tay xin vào sân nhưng trọng tài chính không chấp nhận bởi cô ra máu ướt cả gấu quần. Lãnh đạo đội Việt Nam đã cầm chai nước vò nhanh gấu quần của Kim Chi để cô tiếp tục thi đấu. Ngay sau khi vào sân, cô đã ghi bàn mở tỉ số trận đấu từ một pha đá phạt.Tuy vậy trận đấu đã kết thúc với tỉ số hòa 1-1 sau khi Myanmar được nhận một quả phạt đền gây tranh cãi.
Sau trận đấu này, Kim Chi đã phải nghỉ hiệp 1 trận gặp Thái Lan, nhưng hiệp 2 thì cô tiếp tục được đưa vào sân thi đấu và Việt Nam có trận hòa thứ 2 trước Thái Lan.
Trận đấu cuối cùng tại vòng bảng gặp đội chủ nhà Lào, cô là người đã ghi bàn ấn định tỷ số 3-0 qua đó giúp Việt Nam lọt vào trận chung kết gặp Thái Lan.
Trong trận chung kết trên sân Chao Anou Vong, sau 120 phút bất phân thắng bại, Kim Chi và các cầu thủ nữ Việt Nam đã giành chiến thắng 3 - 0 ở loạt sút luân lưu, qua đó mang về chức vô địch SEA Games lần thứ 4 cho đội tuyển Việt Nam.
SEA Games 25 kết thúc, Kim Chi vẫn là chân sút số một của đội tuyển với 4 bàn thắng, xếp trên những cầu thủ khác như Trần Thị Kim Hồng và Nguyễn Thị Muôn (cùng 3 bàn). Ngày 22 tháng 11 năm 2010, Kim Chi cùng với 2 đồng đội ở đội tuyển là Đào Thị Miện và Văn Thị Thanh đã đồng loạt thông báo quyết định chính thức giã từ nghiệp cầu thủ để chuyển sang công việc mới.

## Bàn thắng quốc tế
| #   | Ngày                 | Địa điểm                                                                | Đối thủ           | Bàn thắng | Kết quả | Giải đấu                                |
| --- | -------------------- | ----------------------------------------------------------------------- | ----------------- | --------- | ------- | --------------------------------------- |
| 1.  | 5 tháng 9 năm 2001   | Sân vận động Petaling Jaya, Petaling Jaya, Malaysia                     | Indonesia         | 1–0       | 6–0     | Đại hội Thể thao Đông Nam Á 2001        |
| 2.  | 6 tháng 12 năm 2001  | Tân Bắc, Đài Loan                                                       | Guam              | 1–0       | 2–0     | Giải vô địch bóng đá nữ châu Á 2001     |
| 3.  | 6 tháng 12 năm 2001  | Tân Bắc, Đài Loan                                                       | Guam              | 2–0       | 2–0     | Giải vô địch bóng đá nữ châu Á 2001     |
| 4.  | 9 tháng 10 năm 2002  | Sân vận động Yangsan, Yangsan, Hàn Quốc                                 | Đài Bắc Trung Hoa | 1–0       | 1–1     | Đại hội Thể thao châu Á 2002            |
| 5.  | 13 tháng 6 năm 2003  | Sân vận động tỉnh Nakhon Sawan, Nakhon Sawan, Thái Lan                  | Ấn Độ             | 2–0       | 2–1     | Giải vô địch bóng đá nữ châu Á 2003     |
| 6.  | 4 tháng 12 năm 2003  | Sân vận động Lạch Tray, Hải Phòng, Việt Nam                             | Malaysia          | 2–0       | 3–1     | Đại hội Thể thao Đông Nam Á 2003        |
| 7.  | 30 tháng 9 năm 2004  | Trung tâm Thể thao Thành Long, Thành phố Hồ Chí Minh, Việt Nam          | Singapore         | 1–0       | 6–0     | Giải vô địch bóng đá nữ Đông Nam Á 2004 |
| 8.  | 4 tháng 10 năm 2004  | Trung tâm Thể thao Thành Long, Thành phố Hồ Chí Minh, Việt Nam          | Philippines       | 3–0       | 5–0     | Giải vô địch bóng đá nữ Đông Nam Á 2004 |
| 9.  | 12 tháng 6 năm 2005  | Sân vận động Quốc gia Mỹ Đình, Hà Nội, Việt Nam                         | Philippines       | 4–0       | 6–1     | Vòng loại Cúp bóng đá nữ châu Á 2006    |
| 10. | 12 tháng 6 năm 2005  | Sân vận động Quốc gia Mỹ Đình, Hà Nội, Việt Nam                         | Philippines       | 5–0       | 6–1     | Vòng loại Cúp bóng đá nữ châu Á 2006    |
| 11. | 12 tháng 6 năm 2005  | Sân vận động Quốc gia Mỹ Đình, Hà Nội, Việt Nam                         | Philippines       | 6–1       | 6–1     | Vòng loại Cúp bóng đá nữ châu Á 2006    |
| 12. | 19 tháng 6 năm 2005  | Sân vận động Quốc gia Mỹ Đình, Hà Nội, Việt Nam                         | Hồng Kông         | 1–0       | 4–1     | Vòng loại Cúp bóng đá nữ châu Á 2006    |
| 13. | 15 tháng 4 năm 2007  | Sân vận động Lạch Tray, Hải Phòng, Việt Nam                             | Hàn Quốc          | 1–0       | 1–2     | Vòng loại Thế vận hội Mùa hè 2008       |
| 14. | 7 tháng 9 năm 2007   | Sân vận động Thuwunna, Yangon, Myanmar                                  | Philippines       | 1–0       | 9–0     | Giải vô địch bóng đá nữ Đông Nam Á 2007 |
| 15. | 9 tháng 9 năm 2007   | Sân vận động Thuwunna, Yangon, Myanmar                                  | Malaysia          | 1–0       | 9–0     | Giải vô địch bóng đá nữ Đông Nam Á 2007 |
| 16. | 9 tháng 9 năm 2007   | Sân vận động Thuwunna, Yangon, Myanmar                                  | Malaysia          | 2–0       | 9–0     | Giải vô địch bóng đá nữ Đông Nam Á 2007 |
| 17. | 5 tháng 12 năm 2007  | Sân vận động Thành phố Tumbon Mueangpug, Nakhon Ratchasima, Thái Lan    | Philippines       | 2–0       | 10–0    | Đại hội Thể thao Đông Nam Á 2007        |
| 18. | 5 tháng 12 năm 2007  | Sân vận động Thành phố Tumbon Mueangpug, Nakhon Ratchasima, Thái Lan    | Philippines       | 4–0       | 10–0    | Đại hội Thể thao Đông Nam Á 2007        |
| 19. | 10 tháng 12 năm 2007 | Sân vận động Thành phố Tumbon Mueangpug, Nakhon Ratchasima, Thái Lan    | Myanmar           | 1–1       | 2–1     | Đại hội Thể thao Đông Nam Á 2007        |
| 20. | 26 tháng 3 năm 2008  | Trung tâm Thể thao Thành Long, Thành phố Hồ Chí Minh, Việt Nam          | Đài Bắc Trung Hoa | 3–1       | 3–1     | Vòng loại Cúp bóng đá nữ châu Á 2008    |
| 21. | 1 tháng 6 năm 2008   | Sân vận động Thống Nhất, Thành phố Hồ Chí Minh, Việt Nam                | Thái Lan          | 1–0       | 1–0     | Cúp bóng đá nữ châu Á 2008              |
| 22. | 28 tháng 6 năm 2009  | Trung tâm Thể thao Thành Long, Thành phố Hồ Chí Minh, Việt Nam          | Uzbekistan        | 1–0       | 4–0     | Giao hữu                                |
| 23. | 4 tháng 7 năm 2009   | Trung tâm Thể thao Thành Long, Thành phố Hồ Chí Minh, Việt Nam          | Kyrgyzstan        | 1–0       | 10–1    | Vòng loại Cúp bóng đá nữ châu Á 2010    |
| 24. | 8 tháng 7 năm 2009   | Trung tâm Thể thao Thành Long, Thành phố Hồ Chí Minh, Việt Nam          | Hồng Kông         | 5–0       | 7–0     | Vòng loại Cúp bóng đá nữ châu Á 2010    |
| 25. | 17 tháng 10 năm 2009 | Sân vận động Cửa Ông, Cẩm Phả, Việt Nam                                 | Lào               | 2–0       | 5–0     | Giao hữu                                |
| 26. | 6 tháng 12 năm 2009  | Sân vận động Trung tâm của Trường Đại học Quốc gia Lào, Viêng Chăn, Lào | Malaysia          | 1–0       | 8–0     | SEA Games 2009                          |
| 27. | 6 tháng 12 năm 2009  | Sân vận động Trung tâm của Trường Đại học Quốc gia Lào, Viêng Chăn, Lào | Malaysia          | 8–0       | 8–0     | SEA Games 2009                          |
| 28. | 8 tháng 12 năm 2009  | Sân vận động Trung tâm của Trường Đại học Quốc gia Lào, Viêng Chăn, Lào | Myanmar           | 1–0       | 1–1     | SEA Games 2009                          |
| 29. | 13 tháng 12 năm 2009 | Sân vận động Quốc gia Lào, Viêng Chăn, Lào                              | Lào               | 3–0       | 3–0     | SEA Games 2009                          |

## Danh hiệu

### Cầu thủ
Thành phố Hồ Chí Minh
Vô địch bóng đá nữ Việt Nam: 2002, 2004, 2005, 2010
Việt Nam
- SEA Games:

Huy chương vàng: 2001, 2003, 2005, 2009
Huy chương bạc: 2007
- Giải vô địch bóng đá nữ Đông Nam Á:

Vô địch: 2006
Á quân: 2004
Hạng 3: 2007
Cá nhân
- Quả bóng vàng Việt Nam: 2004, 2005, 2007, 2009
- Quả bóng bạc Việt Nam: 2006

### Huấn luyện viên
Thành phố Hồ Chí Minh
- Giải bóng đá nữ Vô địch Quốc gia: 
  - Vô địch: 2015, 2016, 2017, 2019, 2020, 2021, 2022
  - Á quân: 2018